# 刀承恩
刀承恩（1864年—1924年），傣名召孟罕勒（全称为召孟苏晚纳罕勒），西双版纳傣族第四十二世召片领（车里宣慰使）。

## 生平

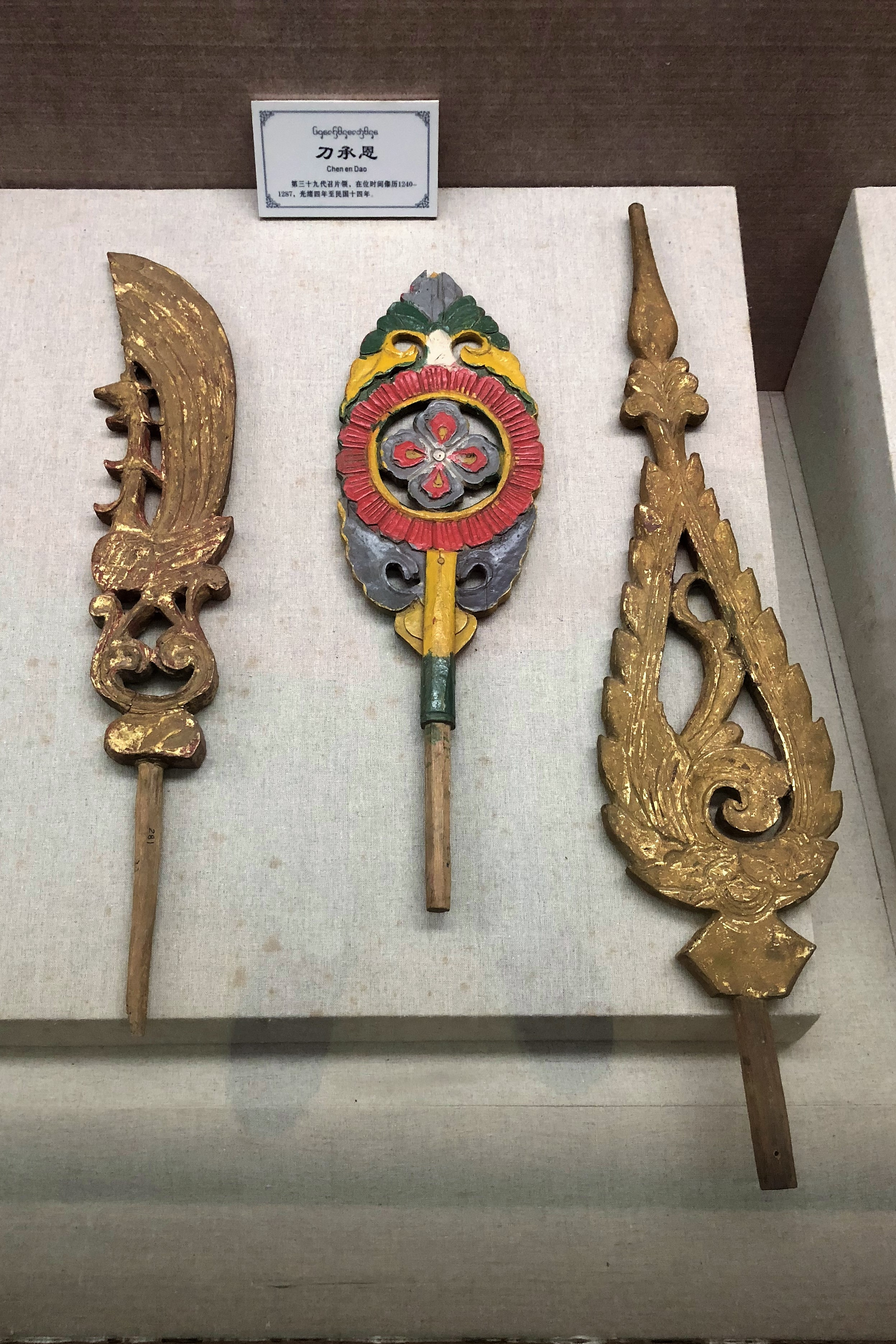
傣族木雕

傣历1238年（1876年），召片领刀太康去世。因其在车里（景洪）没有谪亲袭位，故找到了刀均安（刀太康之兄）住在景栋的外孙刀承恩，迎其继位。刀承恩于傣历1246年（1884年）正式继任召片领。
刀承恩迎娶景栋土司召法之姐孟婻媛媟为妻，后因其不育而离异，孟婻媛媟回到景栋。这导致其岳父的不满，两度调兵攻打车里，使刀承恩被迫逃亡至勐遮的西定、章澜。刀承恩当时承诺勐遮土司，如果能保护好他，此后将把西定、章澜两地赐给勐遮。但后来刀承恩食言，不愿兑现承诺，又引起了勐遮与车里的战争，两方相持多年。后刀承恩上报清廷，清廷派遣柯树勋平息了事态。思茅同知黎肇元遂趁机将西双版纳所属的勐遮、景真、勐混、勐海等地改土归流，设立区级行政单位。这引起了刀承恩的不满。柯树勋出任思茅同知后，在车里设立善后总局，提出了“土流并存”，以取代黎肇元所提的方案，并获得刀承恩的同意。根据这一方案，西双版纳划为八区，在车里设督办一人，每区各设行政委员一名，但仍保留土司制度。
傣历1283年（1921年），刀承恩率领各勐土司前往昆明，谒见了唐继尧，并被任命为车里地方保卫团团长。傣历1286年（1924年），刀承恩派其子刀栋梁随普思沿边行政总局局长柯树勋晋省观光，进献了犀角、象牙等。同年，刀承恩逝世，共计在位40年之久。其子刀栋梁继其位。

## 家庭
刀承恩之父为召勐罕，其母则是刀均安之女孟萨金罕。他共娶有八妻（育有九子九女）：
- 孟婻媛媟
- 婻坚荒姆
  - 长子：召孟书宛纳帕坎（刀栋梁，继父位为第四十三世召片领）
  - 六子：召孟香勐（刀栋庭，勐罕土司、代理召片领，后任西双版纳州副州长、云南省政协副主席）
  - 九子：召孟麻尼罕（刀栋新，勐罕土司）
  - 长女：孟补（嫁召勐龙）
  - 四女：孟永（先嫁召勐育，后改嫁勐龙帕雅竜香勐）
- 婻乐
  - 次子：召孟刚（刀栋刚，副宣慰，代理召片领，后任西双版纳州政协副主席）
  - 三子：召孟罕整（又名召孟麻哈宰，刀栋华，勐棒土司）
  - 四子：召孟庄勐（又名召孟兑，刀栋纪，勐混土司）
  - 三女：孟庄逢（嫁召勐拉（景糯土司））
  - 五女：孟西利宛纳（嫁召勐遮）
  - 七女：孟仑达（嫁召勐海）
- 婻光
  - 五子：召孟轰罕（又名召孟腊，刀栋材，勐混土司）
  - 七子：召孟空罕（刀栋宇）
  - 次女：孟波罕（幼年病故）
  - 六女：孟康罕（嫁召勐仑）
  - 八女：孟宾（嫁召勐海之弟召刚）
- 婻波
  - 八子：召孟麻哈捧玛（刀栋诚）
- 婻应罕
  - 九女：孟波罕（眼瞎未嫁）
- 婻捞
- 婻单